# 比尔·麦加里
比尔·麦加里（英語：Bill McGarry，1927年6月10日—2005年3月15日），生于特倫特河畔斯托克，英格兰前男子足球运动员。他曾代表英格兰代表队参加1954年国际足联世界杯，结果队伍止步八强。